# Tahuanía (distrito)
Tahuanía é um distrito peruano localizado na Província de Atalaya, região de Ucayali. Sua capital é a cidade de Bolognesi.

## Transporte
O distrito de Tahuanía é servido pela seguinte rodovia:
- UC-112, que liga o distrito à cidade de Raimondi
- UC-114, que liga o distrito à cidade de Masisea
- UC-105, que liga o distrito à cidade de Yurua [2][3][4]